# Campbells Creek
Campbells Creek est un village de l'État de Victoria en Australie, sur la Midland Highway à 120 kilomètres au nord de Melbourne et à 2 kilomètres de Castlemaine. En 2006, il comptait 1 266 habitants.
Le village tire son nom d'un affluent de la Loddon River, le Campbells Creek qui traverse le village.
Le village a été créé à l'époque de la ruée vers l'or.